# اوچچی ساندی
اوچچی ساندی (انگلیسی: Uchechi Sunday؛ زادهٔ ۹ سپتامبر ۱۹۹۴) بازیکن فوتبال اهل نیجریه است.
از باشگاه‌هایی که در آن بازی کرده است می‌توان به باشگاه فوتبال زنان مینسک اشاره کرد.
وی همچنین در تیم‌های ملی فوتبال زیر ۲۰ سال و زنان نیجریه بازی کرده است.

## سال‌های نخست
اوچچی ساندی در پورت هارکورت نیجریه در ۹ سپتامبر ۱۹۹۴ به عنوان کوچک‌ترین فرزند از هفت خواهر متولد شد.

## دوران باشگاهی
ساندی فوتبال خود را در سال ۲۰۰۴ با ریورز آنجلز اف‌سی در نیجریه آغاز کرد. از سال ۲۰۰۹ در تیم حرفه‌ای این باشگاه در لیگ برتر فوتبال زنان نیجریه بازی کرد. در ۱۴ آوریل ۲۰۱۱ به تیم سوئیسی اف‌سی نونکیرش در شاف‌هاوزن پیوست و در ۸ بازی در لیگ ناسیونالیگا بی ۱۸ گل به ثمر رساند.
پس از پایان جام جهانی فوتبال زنان زیر ۲۰ سال ۲۰۱۰ در آلمان در اوت همان سال، به باشگاه سابق خود در نیجریه بازگشت. در آغاز سال ۲۰۱۵ به تیم بلاروسی باشگاه فوتبال زنان مینسک ملحق شد. او در اولین بازی با این تیم ۳ گل زد. تا پایان مه ۲۰۱۵، در تنها ۵ بازی ۱۴ گل به ثمر رساند. در ۲۰ ژوئن همان فصل، در ششمین بازی خود گل پانزدهم را در لیگ ثبت کرد. در دوران حضورش در اروپا، ساندی نشان داد که می‌تواند با شرایط فوتبال حرفه‌ای در سطح قاره اروپا نیز سازگار شود. عملکرد درخشان او در لیگ قهرمانان زنان اروپا با اف‌سی مینسک، توجه بسیاری از استعدادیاب‌های اروپایی را به خود جلب کرد.
در ۱۱ اوت ۲۰۱۵، اولین بازی خود در لیگ قهرمانان زنان اروپا را در مرحله مقدماتی مقابل قونیه بلدیه‌اسپور ترکیه انجام داد و در برد ۱۰–۱ تیمش ۵ گل زد. او در بازی دوم ۱ گل و در بازی سوم ۲ گل زد و در مجموع در ۳ بازی مرحله مقدماتی ۸ گل به ثمر رساند.

## دوران ملی
ساندی اولین حضور خود در تورنمنت‌های فیفا را با تیم ملی فوتبال زنان زیر ۲۰ سال نیجریه در جام جهانی زیر ۲۰ سال ۲۰۱۰ آلمان تجربه کرد و در بازی گروهی مقابل مکزیک به عنوان بازیکن تعویضی وارد زمین شد.
او همچنین در جام جهانی فوتبال زنان زیر ۲۰ سال ۲۰۱۴ کانادا حضور داشت و در ۶ بازی ۳ گل زد. در مرحله دوم جام ملت‌های زنان آفریقا زیر ۲۰ سال ۲۰۱۴ نیز ۳ گل به ثمر رساند.
اوچچی ساندی اولین حضور خود در جام جهانی فوتبال زنان را در جام جهانی فوتبال زنان ۲۰۱۱ تجربه کرد و در ۳ بازی نیجریه در جام جهانی فوتبال زنان ۲۰۱۱ در گروه A برای تیم ملی فوتبال زنان نیجریه به میدان رفت.

## شیوه بازی
ساندی به عنوان یکی از ستاره‌های فوتبال زنان نیجریه شناخته می‌شود. او با مهارت‌های تهاجمی خود و توانایی گلزنی بالا، همیشه یکی از بازیکنان کلیدی تیم‌هایی بوده که در آنها بازی کرده است. حضور او در تیم ملی نیجریه در رده‌های مختلف سنی نشان‌دهنده استعداد و پتانسیل بالای این بازیکن است.
توانایی او در به ثمر رساندن گل‌های متعدد در بازی‌های مهم، از او یک بازیکن ارزشمند ساخته است. مربیان مختلفی که با او کار کرده‌اند، همیشه بر روی روحیه جنگندگی و اراده قوی او تأکید داشته‌اند. این ویژگی‌ها باعث شده‌اند که ساندی بتواند در سنین جوانی به چنین موفقیت‌هایی دست یابد.